# 體育會

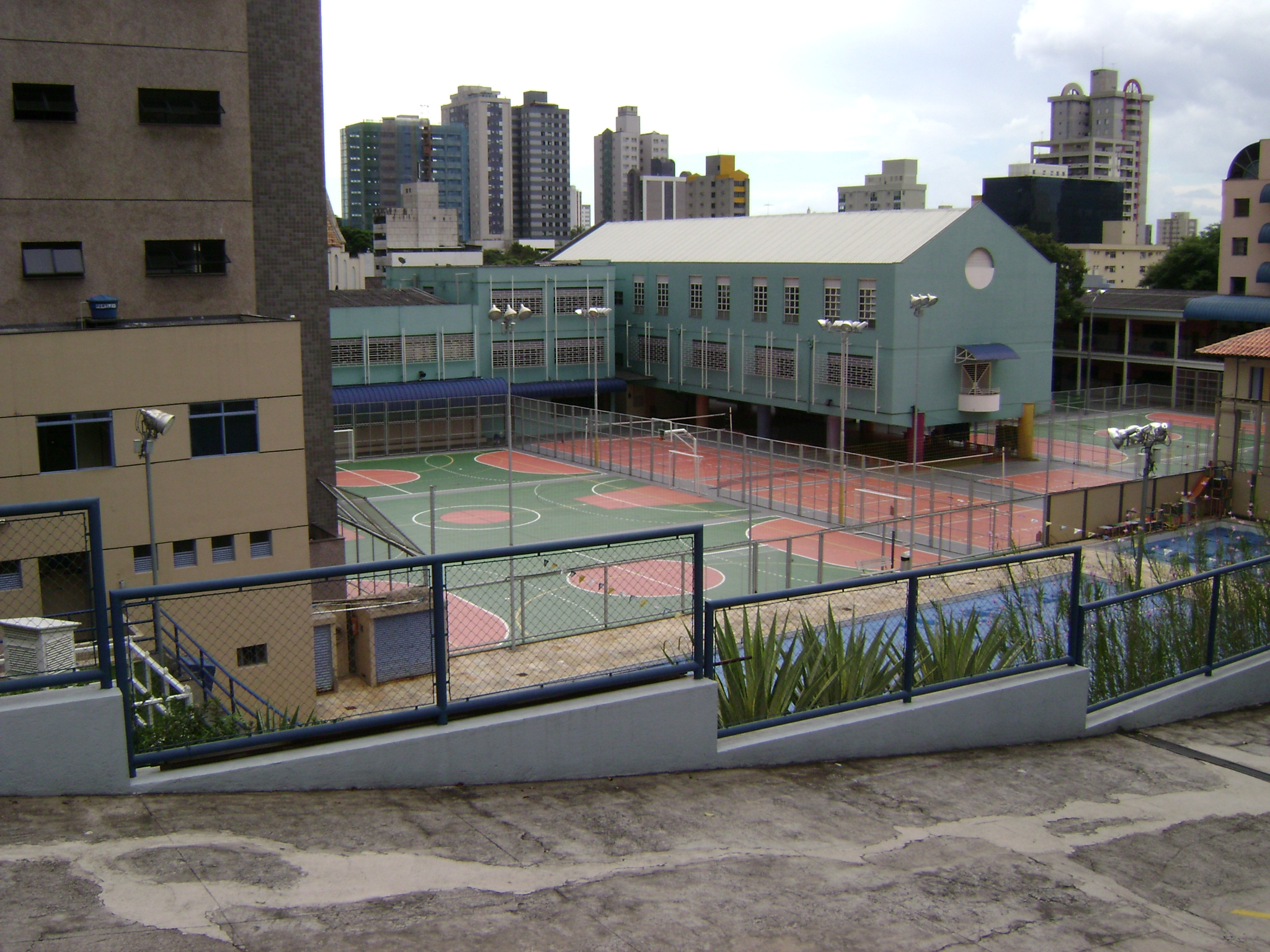
巴西賀利桑提的一間體育會，為會員提供室內足球、籃球、排球的球場及兩個泳池。

體育會（sports club或athletics club）是一種提供至少一項體育運動服務的會。體育會的目的是以機構形式令旗下會員有一個一起玩樂的地方，會員亦可以組隊參加比賽，亦可以邀請家人和朋友一起參與或觀看。而一些職業的體育會則會組織啦啦隊為球隊打氣。
事實上，不少職業足球會都是以體育會為名，因為他們除了足球隊之外，亦有其他項目。例如希爾星堡體育會、葡萄牙體育會、南華體育會等等，他們都是有其他球隊的；南華體育會同時有籃球隊，發展比較多元化。